# Wabakimi Lake
Der Wabakimi Lake ist ein See im Thunder Bay District in der kanadischen Provinz Ontario.

## Lage
Der Wabakimi Lake befindet sich 85 km nordwestlich des Nipigonsees. Der etwa 46 km² große See liegt im Herzen des Wabakimi Provincial Parks im Bereich des Kanadischen Schilds auf einer Höhe von 353 m. Er hat eine Längsausdehnung in Ost-West-Richtung von 26 km sowie eine maximale Breite von 4 km. Hauptzuflüsse sind der Flindt River am westlichen Seeende sowie der Allan Water am südlichen Seeufer. Hauptabfluss ist der Ogoki River, der hier seinen Ursprung hat. Dieser verlässt den See im Nordosten und fließt zum Kenoji Lake ab. Am östlichen Seeende des Wabakimi Lake gibt es noch einen kleineren Abfluss, der zum südöstlich benachbarten Lower Wabakimi Lake entwässert und weiter zum Smoothrock Lake fließt.

## Seefauna
Der Wabakimi Lake gilt als gutes Angelgewässer. Folgende Fischarten kommen im See vor: Glasaugenbarsch, Hecht und Amerikanischer Seesaibling. Aufgrund fehlender Straßenanbindung wird der See üblicherweise per Wasserflugzeug erreicht.